# JR東日本サービスクリエーション
株式会社JR東日本サービスクリエーション（ジェイアールひがしにほんサービスクリエーション、略称: J-Creation）は、東日本を中心として、列車内サービスに関する業務を行う東日本旅客鉄道（JR東日本）グループの企業。

## 沿革
- 2019年（平成31年／令和元年）
  - 4月1日：株式会社日本レストランエンタプライズ（NRE、現株式会社JR東日本クロスステーション）の子会社として設立。
  - 7月1日：NREより車内サービスに関する業務を移管され業務開始、同時に全発行済株式がNREから東日本旅客鉄道へ現物配当される[1]。

## 事業内容
- アテンダントサービス事業
  - グランクラスアテンダント
JR東日本の各新幹線におけるグランクラスのアテンダント業務を他社直通先を含む全区間にて担っている（飲料・軽食なし営業あるいはグランクラスを閉鎖している列車を除く）
  - グリーンアテンダント
JR東日本首都圏のサフィール踊り子及び普通列車グリーン車のグリーン券車内改札・販売、車内販売等を担っている（他社直通先、その他一部区間には乗務しない）
  - のってたのしい列車車内サービス
  - 新幹線・特急列車の車内販売
- 研修事業
  - 企業、団体向けの研修を行っている。

## 事業所
- 列車営業支店（新幹線・特急列車）
  - 東京
    - 新宿営業所

  - いわき
  - 仙台
    - 山形営業所

  - 盛岡
    - 新青森営業所

  - 新潟
  - 松本
  - 金沢
- グリーンアテンダントセンター（普通列車グリーン車）
  - 東京
  - 新宿
  - 上野
  - 立川
  - 大船
  - 小金井
  - 籠原
  - 土浦
  - 千葉